# 기리시마촌
기리시마촌(桐島村)은 니가타현 산토군에 있던 촌이다. 

## 역사
- 1901년 11월 1일 - 산토군 기리하라촌, 기리시마촌이 합병해 기리시마촌이 성립하였다.
- 1955년 3월 31일 - 미시마군 시마다촌과 합병해 와시마촌이 되어 소멸하였다.

## 참고문헌
- 『市町村名変遷辞典』東京堂出版、1990年。